# 1974-es U23-as labdarúgó-Európa-bajnokság
Az 1974-es U23-as labdarúgó-Európa-bajnokság a második utánpótlástorna volt ebben a korosztályban, melyet 1972 és 1974 között rendeztek. A második Európa-bajnoki címet Magyarország szerezte meg.
A sorozatban induló 21 válogatottat 8 csoportba sorsolták. A csoportgyőztesek továbbjutottak és negyeddöntők keretein belül összesorsolták őket. Itt oda-visszavágós alapon dőlt el a továbbjutás. A tornának nem volt kijelölt házigazdája.

## Selejtezők

### 1. csoport
| # | Csapat        | M | Gy | D | V | RG | KG | P |
| - | ------------- | - | -- | - | - | -- | -- | - |
| 1 | Csehszlovákia | 4 | 3  | 0 | 1 | 9  | 3  | 6 |
| 2 | Svédország    | 4 | 2  | 1 | 1 | 6  | 5  | 5 |
| 3 | Ausztria      | 4 | 0  | 1 | 3 | 1  | 8  | 1 |

| 1972. június 9. |

| Ausztria | 1–1 | Svédország  |
| -------- | --- | ----------- |
| Auer 89' |     | Sandberg ?' |

| Wiener Neustadt Játékvezető: Müncz (magyar) Asszisztensek: Hévízi, Marton |

| 1972. október 15. |

| Ausztria | 0–1   | Csehszlovákia |
| -------- | ----- | ------------- |
|          | (0–1) | Masrna 11'    |

| Bécs Nézőszám: 40 000 Játékvezető: Minnoy (belga) |

| 1973. március 28. |

| Csehszlovákia                        | 4–0   | Ausztria |
| ------------------------------------ | ----- | -------- |
| Sopko 20' Slaný 23' 35' Melichar 81' | (3−0) |          |

| Brno Nézőszám: 4000 Játékvezető: Aldinger (NSZK) Asszisztensek: Seiler, Greiner |

| 1973. május 2. |

| Svédország | 0–3   | Csehszlovákia             |
| ---------- | ----- | ------------------------- |
|            | (0–3) | Švehlík 7' Nehoda 21' 41' |

| Eskilstuna Nézőszám: 5000 Játékvezető: Korber (holland) |

| 1973. május 24. |

| Svédország | 2–0   | Ausztria |
| ---------- | ----- | -------- |
|            | (0–0) |          |

| Landskrona |

| 1973. június 10. |

| Csehszlovákia | 1–3   | Svédország                                      |
| ------------- | ----- | ----------------------------------------------- |
| Melichar 61'  | (0–0) | Mattsson 55' T. Ahlmström 56' Fredriksson 90+3' |

| Ostrava Nézőszám: 5000 Játékvezető: Eschweiler (NSZK) Asszisztensek: Fuschs, Reinner (NSZK) |

### 2. csoport
| # | Csapat      | M | Gy | D | V | RG | KG | P |
| - | ----------- | - | -- | - | - | -- | -- | - |
| 1 | Olaszország | 2 | 2  | 0 | 0 | 4  | 1  | 4 |
| 2 | Törökország | 2 | 0  | 0 | 2 | 1  | 4  | 0 |

| 1973. január 14. |

| Törökország | 1–3   | Olaszország                          |
| ----------- | ----- | ------------------------------------ |
| Timuçin ?'  | (0–1) | Pulici ?' Pandoni ?' Garlaschelli ?' |

| Ankara Nézőszám: 15 000 |

| 1973. február 14. |

| Olaszország | 1–0 | Törökország |
| ----------- | --- | ----------- |
|             |     |             |

|  |

### 3. csoport
| # | Csapat    | M | Gy | D | V | RG | KG | P |
| - | --------- | - | -- | - | - | -- | -- | - |
| 1 | Hollandia | 2 | 2  | 0 | 0 | 4  | 1  | 4 |
| 2 | Norvégia  | 2 | 0  | 0 | 2 | 1  | 4  | 0 |

| 1972. október 3. |

| Norvégia | 1–3 | Hollandia |
| -------- | --- | --------- |
|          |     |           |

|  |

| 1972. október 30. |

| Hollandia | 1–0 | Norvégia |
| --------- | --- | -------- |
|           |     |          |

|  |

### 4. csoport
| # | Csapat  | M | Gy | D | V | RG | KG | P |
| - | ------- | - | -- | - | - | -- | -- | - |
| 1 | NDK     | 4 | 3  | 0 | 1 | 10 | 3  | 6 |
| 2 | Románia | 4 | 1  | 1 | 2 | 5  | 6  | 3 |
| 3 | Albánia | 4 | 1  | 1 | 2 | 3  | 9  | 3 |

| 1972. október 28. |

| Albánia              | 1–1   | Románia      |
| -------------------- | ----- | ------------ |
| Ciugarin 88' (öngól) | (0–1) | Rozsnyai 24' |

| Kemal Stafa stadion, Tirana Nézőszám: 15 000 Játékvezető: Somlai Lajos (magyar) |

| 1973. április 8. |

| Albánia | 1–0 | NDK |
| ------- | --- | --- |
|         |     |     |

| Tirana |

| 1973. május 6. |

| Románia                         | 2–1   | Albánia     |
| ------------------------------- | ----- | ----------- |
| Dumitru 4' Moldovan 57' (11-es) | (1–0) | Calucsi 60' |

| Augusztus 23 stadion, Bukarest Nézőszám: 6000 Játékvezető: Nikólaosz Zlatánosz (görög) |

| 1973. május 26. |

| Románia        | 1–2   | NDK                 |
| -------------- | ----- | ------------------- |
| Sătmăreanu 17' | (1–1) | Sachse 37' Tyll 82' |

| Május 1. stadion, Pitești Nézőszám: 6000 Játékvezető: Ibrahim Firla (török) |

| 1973. szeptember 25. |

| NDK                    | 2–1   | Románia     |
| ---------------------- | ----- | ----------- |
| Terletzki 50' Tyll 83' | (0–0) | Năstase 71' |

| Kurt Wabbel stadion Nézőszám: 5000 Játékvezető: P. Kopel (csehszlovák) |

| 1973. november 3. |

| NDK | 6–0   | Albánia |
| --- | ----- | ------- |
|     | (1–0) |         |

| Potsdam |

### 5. csoport
| # | Csapat        | M | Gy | D | V | RG | KG | P |
| - | ------------- | - | -- | - | - | -- | -- | - |
| 1 | Lengyelország | 4 | 3  | 1 | 0 | 9  | 3  | 7 |
| 2 | NSZK          | 4 | 2  | 1 | 1 | 7  | 3  | 5 |
| 3 | Dánia         | 4 | 0  | 0 | 4 | 1  | 11 | 0 |

| 1972. november 14. |

| Dánia | 0–2   | Lengyelország       |
| ----- | ----- | ------------------- |
|       | (0–1) | Kmiecik 20' Kot 85' |

| Esbjerg |

| 1973. május 8. |

| Dánia | 0–2   | NSZK |
| ----- | ----- | ---- |
|       | (0–1) |      |

| Randers |

| 1973. június 7. |

| Lengyelország                              | 4–1   | Dánia          |
| ------------------------------------------ | ----- | -------------- |
| Kasalik 38' Lato 67' Kmiecik 76' Karaś 85' | (1–0) | O. Nielsen 86' |

| Częstochowa |

| 1973. szeptember 5. |

| NSZK                       | 2–3   | Lengyelország                      |
| -------------------------- | ----- | ---------------------------------- |
| Konopka 27' Zimmermann 32' | (2–0) | Szarmach 58' Bulzacki 70' Lato 86' |

| Essen |

| 1973. október 24. |

| NSZK | 3–0   | Dánia |
| ---- | ----- | ----- |
|      | (2–0) |       |

| Bochum |

| 1973. november 21. |

| Lengyelország | 0–0 | NSZK |
| ------------- | --- | ---- |
|               |     |      |

| Varsó Játékvezető: Mladenović |

### 6. csoport
| # | Csapat     | M | Gy | D | V | RG | KG | P |
| - | ---------- | - | -- | - | - | -- | -- | - |
| 1 | Bulgária   | 2 | 1  | 1 | 0 | 2  | 1  | 3 |
| 2 | Portugália | 2 | 0  | 1 | 1 | 1  | 2  | 1 |

| 1973. május 2. |

| Portugália | 0–0 | Bulgária |
| ---------- | --- | -------- |
|            |     |          |

|  |

| 1973. október 13. |

| Bulgária             | 2–1   | Portugália |
| -------------------- | ----- | ---------- |
| Szimonov ?' Panov ?' | (1–1) | Arnaldo ?' |

| Pleven Nézőszám: 20 000 |

### 7. csoport
| # | Csapat       | M | Gy | D | V | RG | KG | P |
| - | ------------ | - | -- | - | - | -- | -- | - |
| 1 | Magyarország | 4 | 3  | 0 | 1 | 6  | 6  | 6 |
| 2 | Jugoszlávia  | 4 | 2  | 0 | 2 | 6  | 3  | 4 |
| 3 | Görögország  | 4 | 1  | 0 | 3 | 4  | 7  | 2 |

| 1972. szeptember 21. 15:30 |

| Jugoszlávia                                     | 4–0   | Magyarország |
| ----------------------------------------------- | ----- | ------------ |
| Kovačević 40' Vabec 42' Šurjak 55' Kustudić 65' | (2–0) |              |

| Bosanska Gradiška Nézőszám: 10 000 Játékvezető: Nikola Dudin (bolgár) Asszisztensek: Parmakov, Csukov |

| 1973. február 28. |

| Görögország                      | 2–0   | Jugoszlávia |
| -------------------------------- | ----- | ----------- |
| Eleftherákisz 52' Nikolúdisz 75' | (0–0) |             |

| Athén Nézőszám: 10 000 |

| 1973. április 4. 18:00 |

| Magyarország            | 2–0   | Görögország |
| ----------------------- | ----- | ----------- |
| Komjáti 53' Nagy L. 68' | (0–0) |             |

| Népstadion, Budapest Nézőszám: 10 000 Játékvezető: Jägel (osztrák) Asszisztensek: Gorlup, Höllein |

| 1973. május 9. 17:00 |

| Magyarország | 1–0   | Jugoszlávia |
| ------------ | ----- | ----------- |
| Nagy L. 87'  | (0–0) |             |

| Szekszárd Nézőszám: 8000 Játékvezető: Petrea (román) Asszisztensek: Leca, Russu |

| 1973. június 13. |

| Görögország                | 2–3   | Magyarország           |
| -------------------------- | ----- | ---------------------- |
| Papadimitriu Sztavropulosz | (0–2) | Dunai E. Becsei Kiss T |

| Athén Nézőszám: 20 000 Játékvezető: Pieronni (olasz) Asszisztensek: Barbonni, Leonardi |

| 1973. október 17. |

| Jugoszlávia                 | 2–0   | Görögország |
| --------------------------- | ----- | ----------- |
| Vuketič 23' Panajotovič 58' | (1–0) |             |

| Zaječar |

### 8. csoport
| # | Csapat        | M | Gy | D | V | RG | KG | P |
| - | ------------- | - | -- | - | - | -- | -- | - |
| 1 | Szovjetunió   | 4 | 3  | 1 | 0 | 8  | 1  | 7 |
| 2 | Finnország    | 4 | 1  | 1 | 2 | 3  | 8  | 3 |
| 3 | Franciaország | 4 | 1  | 0 | 3 | 5  | 7  | 2 |

| 1972. szeptember 3. |

| Finnország | 1–3 | Franciaország |
| ---------- | --- | ------------- |
|            |     |               |

|  |

| 1972. október 13. |

| Szovjetunió | 3–1 | Franciaország |
| ----------- | --- | ------------- |
|             |     |               |

|  |

| 1972. október 18. |

| Szovjetunió | 4–0   | Finnország |
| ----------- | ----- | ---------- |
|             | (3–0) |            |

| Leningrád |

| 1973. május 25. |

| Franciaország | 0–1   | Szovjetunió |
| ------------- | ----- | ----------- |
|               | (0–1) |             |

| Aix-en-Provence |

| 1973. június 13. |

| Finnország | 0–0 | Szovjetunió |
| ---------- | --- | ----------- |
|            |     |             |

|  |

| 1973. szeptember 9. |

| Franciaország | 1–2 | Finnország |
| ------------- | --- | ---------- |
|               |     |            |

| Saumur |

## Egyenes kieséses szakasz

### Negyeddöntők
| 1974. február 27. |

| Olaszország | 0–1   | NDK        |
| ----------- | ----- | ---------- |
|             | (0–0) | Häfner 86' |

| Taranto Nézőszám: 25 000 |

| 1974. április 17. |

| NDK | 2–1   | Olaszország |
| --- | ----- | ----------- |
|     | (0–0) |             |

| Magdeburg |

| 1974. március 13. |

| Bulgária     | 1–2   | Lengyelország         |
| ------------ | ----- | --------------------- |
| Hrisztov 61' | (0–2) | Szarmach 13' Lato 20' |

| Blagoevgrad |

| 1974. április 10. |

| Lengyelország | 0–0 | Bulgária |
| ------------- | --- | -------- |
|               |     |          |

| Częstochowa |

| 1974. március 14. 14:00 |

| Hollandia                      | 2–1   | Magyarország          |
| ------------------------------ | ----- | --------------------- |
| Varga S. 37' (öngól) Geels 60' | (1–1) | van Iersel 4' (öngól) |

| Deventer Nézőszám: 10 000 Játékvezető: Matthewson (angol) Asszisztensek: Willis, Waller |

A mérkőzést eredetileg március 13-án rendezték, de a 30. percben 2-1-es holland vezetésnél a köd miatt félbeszakadt.
| 1974. április 17. 15:00 |

| Magyarország                                   | 3–1   | Hollandia |
| ---------------------------------------------- | ----- | --------- |
| Becsei 49' (11-esből) Németh L. 60' Pénzes 79' | (0–0) | Lubse 80' |

| Békéscsaba Nézőszám: 9000 Játékvezető: Ohmsen (NSZK) Asszisztensek: Hofmeister, Ross |

| 1974. április 10. |

| Szovjetunió                                                   | 6–0   | Csehszlovákia |
| ------------------------------------------------------------- | ----- | ------------- |
| Kipiani 7' 19' 26' Macsonyikov 8' Csesznokov 34' Fjodorov 59' | (5–0) |               |

| Jereván Játékvezető: Prokop (NDK) Asszisztensek: Kirsche, Schöler (NDK) |

| 1974. április 17. |

| Csehszlovákia         | 2–1   | Szovjetunió |
| --------------------- | ----- | ----------- |
| Jurkemik 79' Rott 81' | (0–1) | Fjodorov 9' |

| Pozsony Nézőszám: 1000 Játékvezető: Michelloti (olasz) |

### Elődöntők
| 1974. április 30. 18:00 |

| Szovjetunió                    | 2–0   | Magyarország |
| ------------------------------ | ----- | ------------ |
| Kocsis 60' (öngól) Kipiani 75' | (1–0) |              |

| Harkov Nézőszám: 30 000 Játékvezető: Koskinen (finn) |

| 1974. május 7. 16:00 |

| Magyarország                              | 2–0 (h. u.)     | Szovjetunió                                      |
| ----------------------------------------- | --------------- | ------------------------------------------------ |
| Fekete 60' Pénzes 83'                     | (0–0, 2–0, 2–0) |                                                  |
| Büntetőpárbaj                             |                 |                                                  |
| Becsei Horváth J. Kocsis Harsányi Tóth A. | 4–3             | Burjak Alekszandrov Fjodorov Andrejev Csesznakov |

| Kazincbarcika Nézőszám: 15 000 Játékvezető: Sztanev (bolgár) |

| 1974. május 1. |

| NDK | 0–0 | Lengyelország |
| --- | --- | ------------- |
|     |     |               |

| Zwickau Nézőszám: 5000 |

| 1974. május 8. |

| Lengyelország | 2–2   | NDK                              |
| ------------- | ----- | -------------------------------- |
| Kusto 16' 88' | (1–1) | Terletzki 6' Wyrobek 80' (öngól) |

| Łódź |

### Döntő
| 1974. május 15. |

| NDK                                      | 3–2   | Magyarország               |
| ---------------------------------------- | ----- | -------------------------- |
| Terletzki 27' 49' (11-esből) Heidler 87' | (1–2) | Kiss T. 29' Horváth J. 42' |

| Dynamo-Stadion, Drezda Nézőszám: 20 000 Játékvezető: Kitabdjian (francia) Asszisztensek: Deleplace |

| NDK:        |  |                    |             |
|             |  |                    |             |
| KA          |  | Claus Boden        |             |
| V           |  | Gerd Kische        | 77'         |
| V           |  | Hans-Jürgen Dörner |             |
| V           |  | Christian Helm     |             |
| V           |  | Gunter Sekora      |             |
| KP          |  | Reinhard Häfner    | 75'         |
| KP          |  | Frank Terletzki    | 27' 49' 47' |
| KP          |  | Lutz Moldt         | 63'         |
| CS          |  | Dieter Riedel      |             |
| CS          |  | Frank Richter      | 74'         |
| CS          |  | Gert Heidler       | 87'         |
| Cserék:     |  |                    |             |
| CS          |  | Klaus Decker       | 63'         |
| CS          |  | Peter Kotte        | 74'         |
|             |  |                    |             |
|             |  |                    |             |
|             |  |                    |             |
| Vezetőedző: |  |                    |             |
| Werner Wolf |  |                    |             |

| MAGYARORSZÁG: |  |                 |         |
|               |  |                 |         |
| KA            |  | Mészáros Ferenc |         |
| V             |  | Török Péter     |         |
| V             |  | Harsányi László |         |
| V             |  | Horváth József  | 42'     |
| V             |  | Kántor Mihály   |         |
| KP            |  | Dunai Ede       |         |
| KP            |  | Tóth András     | 60'     |
| KP            |  | Nagy László     |         |
| CS            |  | Fekete László   |         |
| CS            |  | Kiss Tibor      | 29' 87' |
| CS            |  | Becsei József   | 62'     |
| Cserék:       |  |                 |         |
|               |  | Kunszt Jenő     | 60'     |
|               |  |                 |         |
|               |  |                 |         |
|               |  |                 |         |
|               |  |                 |         |
| Vezetőedző:   |  |                 |         |
| Sárosi László |  |                 |         |

| 1974. május 28. 20:00 |

| Magyarország                          | 4–0   | NDK |
| ------------------------------------- | ----- | --- |
| Tóth A. 35' Várady 48' 61' Fekete 62' | (1–0) |     |

| Népstadion, Budapest Nézőszám: 25 000 Játékvezető: Schiller (osztrák) Asszisztensek: Kessler, Latzin |

| MAGYARORSZÁG: |  |                 |         |
|               |  |                 |         |
| KA            |  | Mészáros Ferenc |         |
| V             |  | Török Péter     |         |
| V             |  | Harsányi László |         |
| V             |  | Horváth József  |         |
| V             |  | Kántor Mihály   |         |
| KP            |  | Dunai Ede       |         |
| KP            |  | Tóth András     | 35'     |
| KP            |  | Nagy László     |         |
| CS            |  | Fekete László   | 62'     |
| CS            |  | Kiss Tibor      |         |
| CS            |  | Várady Béla     | 48' 61' |
| Cserék:       |  |                 |         |
|               |  |                 |         |
|               |  |                 |         |
|               |  |                 |         |
|               |  |                 |         |
|               |  |                 |         |
| Vezetőedző:   |  |                 |         |
| Sárosi László |  |                 |         |

| NDK:        |  |                    |     |
|             |  |                    |     |
| KA          |  | Claus Boden        |     |
| V           |  | Klaus Decker       |     |
| V           |  | Hans-Jürgen Dörner |     |
| V           |  | Albert Krebs       |     |
| V           |  | Detlef Enge        |     |
| V           |  | Gunter Sekora      |     |
| KP          |  | Christian Helm     | 55' |
| KP          |  | Reinhard Häfner    |     |
| KP          |  | Frank Terletzki    |     |
| CS          |  | Frank Richter      | 70' |
| CS          |  | Gert Heidler       |     |
| Cserék:     |  |                    |     |
|             |  | Hammer             | 70' |
|             |  | Peter Kotte        | 55' |
|             |  |                    |     |
|             |  |                    |     |
|             |  |                    |     |
| Vezetőedző: |  |                    |     |
| Werner Wolf |  |                    |     |

| Az 1974-es U23-as labdarúgó-Európa-bajnokság győztese |
| ----------------------------------------------------- |
| MAGYARORSZÁG 1. cím                                   |

A magyar csapatban mérkőzésen szerepeltek:
Mészáros Ferenc (8 mérkőzés), Gujdár Sándor (1), Kovács László (1)
Bartos Sándor (3), Bálint (1), Becsei József (8), Buronyi Tibor (1), Csorna László (3), Dunai Ede (8), Fekete László (3), Gass István (1), Harsányi László (7), Hegyi Imre (1), Horváth József (6), Kántor Mihály (2), Kellner Jenő (1), Kincses Viktor (1), Kiss Tibor (7), Kocsis István (3), Kolár Endre (1), Komjáti András (5), Kovács István (2), Kovács J. (1), Kunszt Jenő (5), Lukács Sándor (1), Máté János (1), Nagy László (7), Németh  (2), Pál József (1), Pénzes Mihály (3), Pintér (1), Pozsgai Lajos (1), Póczik József (1), Sarlós András (1), Tóth András (3), Török Péter (6), Varga Sándor (3), Várady Béla (2), Vépi Péter (6), Virágh Ernő (2)